# Joseph Tawadros
Joseph Tawadros (nascido 1983, em Cairo, Egito) e instrumentista de oud e compositor australiano de origem egípcia. Ele é o neto do trompetista egípcio Yacoub Mansi e neto do instrumentista de oud e compositor Mansi Habib. Sua família emigrou do Egito para Austrália quando ele tinha três anos de idade.
Ele foi treinado na tradição clássica ocidental e possui um grau de bacharel em música pela Universidade de New South Wales.
O estilo de Joseph Tawadros é considerado eclético. De acordo com o The Sydney Morning Herald ", mudou o oud de seu ambiante tradicional do Oriente Médio para o mundo da música clássica e jazz." Ele ganou o Australian Recording Industry Award em 2012, 2013 e 2014 para o melhor álbum de world music.
Ele colaborou com músicos como John Abercrombie, Jack DeJohnette, Bela Fleck, Joey DeFrancesco, Jean-Louis Matinier  ou o Australian Chamber Orchestra.
Em seu álbum de World Music, Joseph Tawadros joga 52 instrumentos diferentes (incluindo oud, qanun, saz, ney, violino, baixo elétrico, acordeom e kalimba) e seu irmão James 11 instrumentos de percussão (incluindo req, bendir e cajon).

## Discografia

### Albums
- 2004 - Storyteller (oud solo)
- 2005 - Rouhani (com Bobby Singh)
- 2006 - Visions (com James Tawadros)
- 2007 - Epiphany (com James Tawadros e Ben Rodgers)
- 2008 - Angel (com James Tawadros, Matt McMahon e Dimitri Vouras)
- 2009 - The Prophet - Music inspired by the poetry of Kahlil Gibran (oud solo)
- 2010 - The Hour of Separation (com James Tawadros (riqq), John Abercrombie (guitarra elétrica), John Patitucci (baixo) e Jack DeJohnette (bateria).
- 2011 - The Tawadros Trilogy: Dawn of Awakening – com vários músicos
- 2012 - Concerto of The Greater Sea (com Richard Tognetti e o Australian Chamber Orchestra, James Tawadros, Matt McMahon, Christopher Moore)
- 2013 - Chameleons of the White Shadow (com Bela Fleck, Richard Bona, Joey DeFrancesco, James Tawadros e Jean-Louis Matinier)
- 2014 - Permission to Evaporate (com Christian McBride, Matt MacMahon, Mike Stern e James Tawadros)
- 2015 - Truth Seekers Lovers and Warriors (com James Crabb, James Greening, Matt McMahon e James Tawadros)
- 2016 - World Music (con Joseph Tawadros (52 instrumenti) (52 instrumentos differentes) e James Tawadros (11 instrumentos de percussão differentes)
- 2017 - Live at Abbey Roasdd (con James Tawadros)
- 2018 - The Bluebird, the Mystic and the Fool

### Música para cinema
Música composta por:
- I Remember 1948 (documentário)
- The Last Days of Yasser Arafat (documentário)
- Haneen (curta-metragem)
- Checkpoint (curta-metragem)

## Voci correlate
- Oud